# Ven conmigo
Vien conmigo è il secondo album in studio della cantante statunitense di musica tejano Selena, pubblicato nel 1990.

## Tracce
1. Ya ves – 3:13
2. Aunque no salga el sol – 3:24
3. Ven conmigo – 2:26
4. Yo te amo – 3:39
5. Enamorada de ti – 4:05
6. La tracalera – 2:50
7. Baila esta cumbia – 2:57
8. Yo me voy – 3:28
9. No quiero saber – 2:54
10. Después de enero – 2:57